# Bärenhöhle (Antisemitismus)

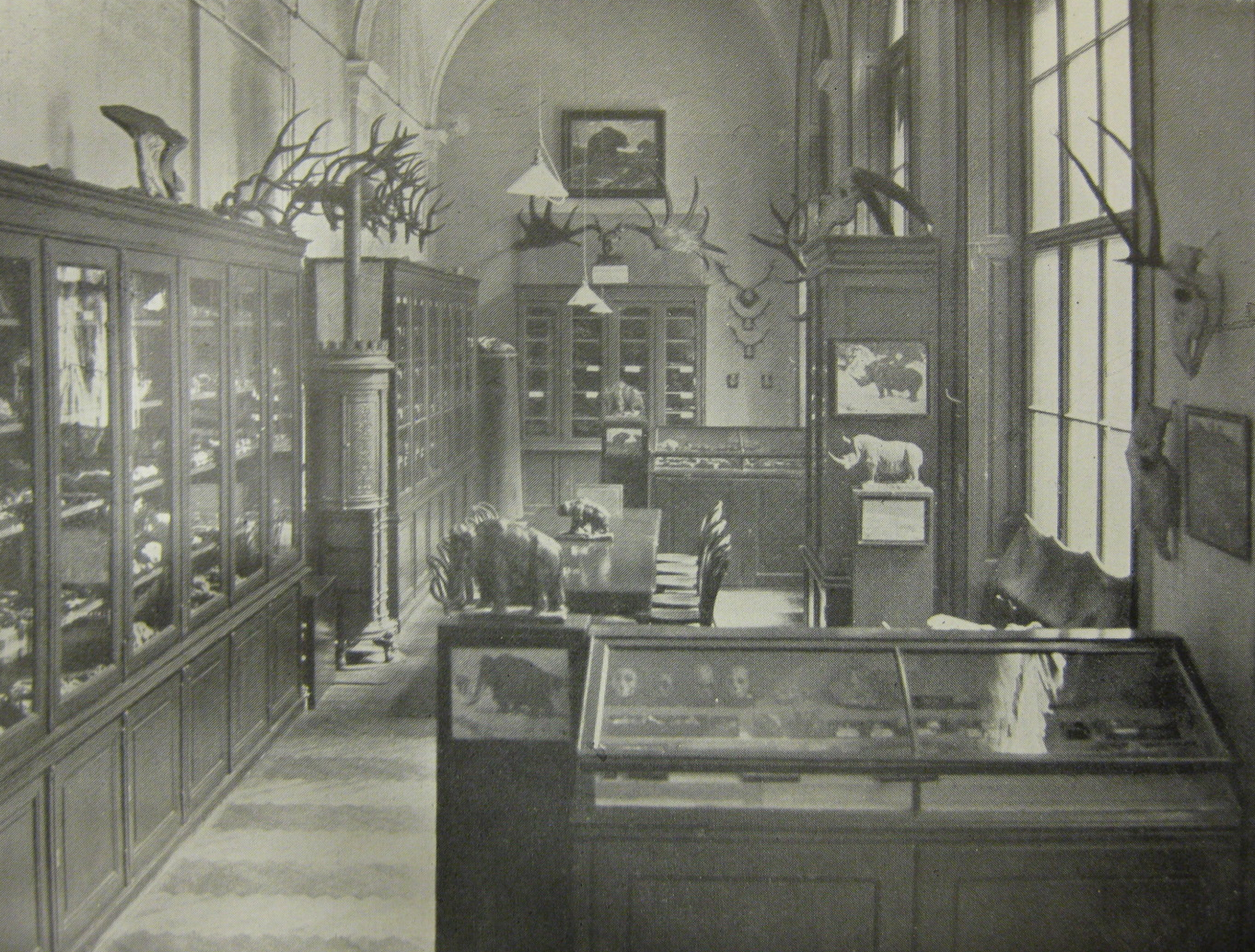
Namengebender Seminarraum für Paläontologie an der Universität Wien 1928

Bärenhöhle war ab den 1920er Jahren die Bezeichnung eines losen Verbundes christlich-sozialer, deutschnationaler und antisemitischer Professoren der Philosophischen Fakultät der Universität Wien.
Nach den Untersuchungen von Klaus Taschwer suchte dieses Netzwerk durch Interventionen und Absprachen Habilitationen und Berufungen jüdischer oder politisch links ausgerichteter Wissenschaftler zu verhindern. Federführend und wahrscheinlicher Gründer war der Paläontologe Othenio Abel. Materialbasis für Taschwers Untersuchungen sind die autobiographischen Aufzeichnungen Abels zu seiner Vita, die sein Schüler und Schwiegersohn Kurt Ehrenberg publizierte.

## Entstehung

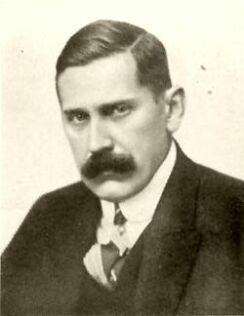
Othenio Abel, Organisator der „Bärenhöhle“

Nachdem Othenio Abel 1917 zum Ordinarius für Paläontologie an der Universität Wien ernannt worden war, begann er mit universitätspolitischen Aktivitäten. Abel befürchtete laut eigenen Aussagen, dass es unter den neuen Verhältnissen ab 1919 an der Universität zu einer Machtübernahme der „Kommunisten, Sozialdemokraten, und mit den beiden verbündet Juden und wieder Juden“ kommen könnte. Vermutlich 1922 begann er mit der Bildung eines geheimen Netzwerks christlich-sozialer und deutschnationaler Professoren an der Philosophischen Fakultät. Der Grund für den Namen der Clique war, dass die geheimen Versammlungen im fensterlosen Seminarraum (zwischen Stiege IX und VII im Hauptgebäude der Universität) abgehalten wurden, wo unter anderem auch Abels Sammlung von Höhlenbärenknochen aus der Drachenhöhle bei Mixnitz untergebracht war.

## Wirken
Die Bärenhöhle war stark mit den ähnlich ausgerichteten antisemitischen Netzwerken Deutsche Gemeinschaft, deren Akademischer Sektion und dem Deutschen Klub vernetzt. Bekannte Wissenschaftler, deren Habilitationsgesuche in Wien unter Beteiligung von Mitgliedern dieses antisemitischen Netzwerkes abgelehnt wurden, waren Karl Lark-Horovitz, Otto Halpern, Leonore Brecher, Paul Alfred Weiss und Edgar Zilsel. Andere jüdische oder jüdischstämmige Nachwuchsforscher, darunter Karl Popper, verzichteten aufgrund der Aussichtslosigkeit von vorneherein auf entsprechende Gesuche an der Universität Wien. Das Netzwerk protegierte wiederum antisemitisch eingestellte Wissenschaftler. Laut Ehrenberg stand die Bärenhöhle 1922 auch hinter der Wahl des Paläontologen Karl Diener zum Rektor, der sich für einen Numerus clausus zur Begrenzung des Anteils jüdischer Studenten einsetzte. Ein Teil der beteiligten Professoren, darunter auch Abel, verlor mit dem Aufkommen des Austrofaschismus 1934 seine Professuren. Nach dem Anschluss Österreichs 1938 machten viele der Beteiligten Karriere. Auch nach 1945 vermochte ein Teil der Bärenhöhlenmitglieder in wichtigen Positionen des Wissenschaftsbetriebs zu verbleiben, auch wenn andere ihre Professuren verloren. Richard Meister, ab 1951 Präsident der Österreichischen Akademie der Wissenschaften, sorgte dafür, dass fast alle noch lebenden Mitglieder der Bärenhöhle wieder in die Akademie aufgenommen wurden.

## Mitglieder
Die Gruppe bestand aus 18 Mitgliedern – außer Abel alle Geisteswissenschaftler – mit mehreren Funktionsträgern der Fakultät und der Universität. Darunter waren laut Aufzeichnungen Abels: Hans Uebersberger (Dekan 1924/25, Rektor 1930/31), Heinrich von Srbik (Dekan 1932/33), Gustav Turba, Wilhelm Bauer, der Pädagoge Richard Meister (Dekan 1930/31), der Philosoph Robert Reininger, der Urhistoriker Oswald Menghin (Dekan 1928/29, Rektor 1935/36), der Slawist Carl Patsch (Dekan 1925/26), die Germanisten Rudolf Much und Dietrich Kralik, die Orientalisten Rudolf Geyer, Friedrich Kraelitz und Viktor Christian (Dekan 1938–1934), die Ägyptologen Hermann Junker (Dekan 1922/1923) und Wilhelm Czermak, der Musikwissenschaftler Robert Lach und der Sprachwissenschaftler Anton Pfalz. Die Kontinuität der personellen Zusammensetzung ist nicht bekannt.